# Odontognophos dumetata
Odontognophos dumetata är en fjärilsart som beskrevs av Treitschke 1827. Odontognophos dumetata ingår i släktet Odontognophos och familjen mätare. Inga underarter finns listade i Catalogue of Life.